# 西南部海岸線

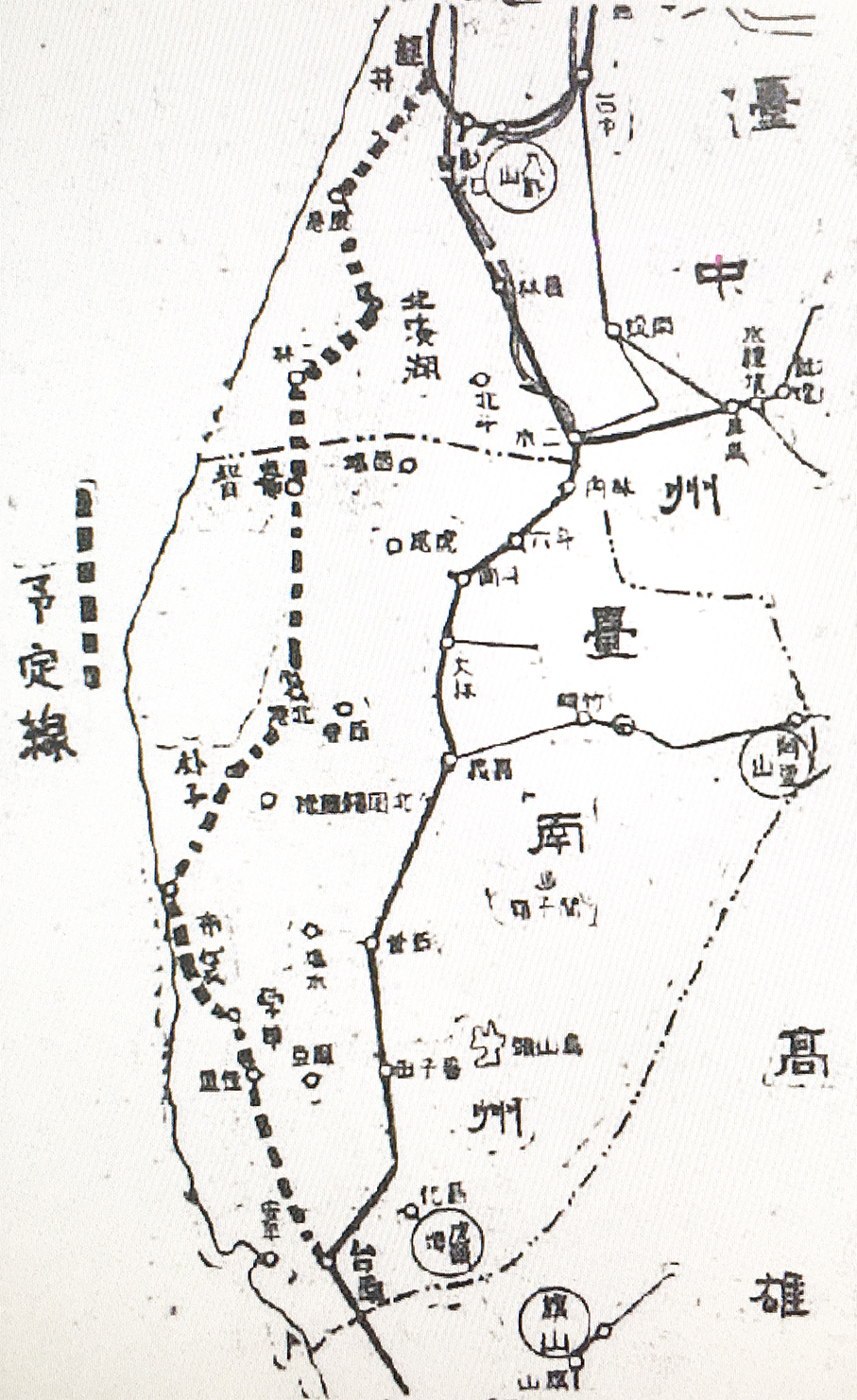
西南部海岸線鐵道計畫路線圖

西南部海岸線或稱新海岸線，為臺灣日治時期鐵道部於1930年代提出的一個鐵路新線計畫，此路線自海岸線的龍井車站往南經鹿港、北溪湖、二林、崙背、北港、朴子、布袋、學甲、佳里，最後至臺南車站連接縱貫線。此計畫原預計在1938年通過預算並動工，但最後並未實施。

## 介紹
鐵道部在1935年即提出了設置六個新線的構想，其包含了將平溪線連接縱貫線之路線、連結竹南和南庄的路線、西部海岸線、溪州─枋寮線、北部東西聯絡線（北迴線，戰後完成）、南部東西聯絡線（南迴線，戰後完成）。前兩個路線是考量礦業、林業發展，第三及第四個路線著重在農產開發，第五及第六個路線則是與各種產業發有關，何者優先建置將視台灣之後的情勢考量。台灣西南部的嘉南平原的東西向幅員廣大，但當時的縱貫線鐵路路線只行經平原靠東側的地區，而平原西側的海岸地區因為又缺乏良港，交通條件較不佳。然而隨著嘉南大圳在1930年完工，嘉南平原的農產量大增，且地方產業發展亦使台灣鐵路的運輸量逐漸增加，鐵道部已為此在規劃臺南─斗六間的複線工程（1938年動工），和行經西南部海岸的「新海岸線」，計畫提升鐵道運輸能力。此新海岸線預計起自臺中州的龍井站，往南經鹿港、北溪湖、二林，及臺南州崙背、北港、朴子、布袋、學甲、佳里、臺南。其路線較縱貫線台中至臺南之路線平直，若行駛基隆─高雄間的直通列車，能縮短時間及強化鐵道運輸能力。

## 各地陳情
在新海岸線計畫被提出後，台灣西南部的彰化市、鹽水街、北斗街、虎尾街、西螺街等地皆派代表置總督府陳情，希望鐵路新線能通過當地以帶動地方繁榮。北斗街長田口茂雄、實業協會長林伯餘、福田信吉、寺田清二郎等四人在1937年4月7日前往台灣總督府交通局陳情，希望新海岸線可以經過北斗。鹽水街甚至在鹽水公會堂召開街民大會，由商公會長陳宗能、副會長黃福、郵便局長漥寺源輔、鹽水街長伊藤鎮三等人上台演說，並在事後由陳宗能、黃福、漥寺源輔、林泉、新營郡守林吉一等五人北上陳情。彰化市議會則是提出將新海岸線的起點設置在彰化市之陳情意見。西螺街亦有代表至鐵道部陳情。但因這些地方跟原本的縱貫線位置相近，當局並未採納其意見。

## 空中測量調查
官方為了此海岸線的計畫調查派出了空中測量隊，以進行鐵路預定線的地形觀測。在1937年1月向台灣憲兵隊提出空拍申請後，在1937年3月9日的8點15分從臺北飛行場起飛，沿途經過新竹州出礦坑、臺中州豐原，然後至龍井、鹿港、二林、崙背、朴子、佳里、臺南，於10點46分降落於高雄飛行場，於正中午再度起飛，飛經枋寮預定線及鵝鑾鼻、臺東，然後於13點45分將落在花蓮港飛行場，在二十分鐘起飛，後因烏雲而在基隆盤旋了一陣子，最後在15點45分回到臺北飛行場。此次飛行拍攝了兩百多張相片，且是日本首次的空中測量。空中測量隊的人員有鐵道部技師小山三郎、和田廣、濱崎優二、囑託正木喜三郎組成的「測量班」，及小川運輸課長、中村旅客係長、西川兩攝影技師組成的「攝影班」，及石上飛行員、森機關士，搭乘日本航空輸送株式會社的「雲雀號」（ひばり號）客機。